# Снегириные
Снегириные (лат. Pyrrhulini) — триба птиц из подсемейства щеглиных семейства вьюрковых. Состоит из 9 родов, объединяющих 20—25 видов. Триба была выделена внутри щеглиных недавно, благодаря исследованиям в семействе вьюковых.

## Классификация
- Род Agraphospiza Blanford, 1872 — Вьюрки Блэнфорда
  - Agraphospiza rubescens (Blanford, 1872) — Вьюрок Блэнфорда
- Род Bucanetes Cabanis, 1851 — Пустынные снегири
  - Bucanetes githagineus (Lichtenstein, 1823) — Пустынный снегирь[2]
  - Bucanetes mongolicus (Swinhoe, 1870) — Монгольский пустынный снегирь[2]
- Род Callacanthis Bonaparte, 1851 — Очковые вьюрки[1]
  - Callacanthis burtoni (Gould, 1838) — Очковый вьюрок[3]
- Род Leucosticte Swainson, 1832 — Горные вьюрки[1]
  - Leucosticte arctoa (Pallas, 1811) — Сибирский горный вьюрок[4]
  - Leucosticte atrata Ridgway, 1874 — Черный горный вьюрок[5]
  - Leucosticte australis Ridgway, 1873 — Бурошапочный горный вьюрок[5]
  - Leucosticte brandti Bonaparte, 1850 — Жемчужный горный вьюрок[4]
  - Leucosticte nemoricola (Hodgson, 1836) — Гималайский горный вьюрок[4]
  - Leucosticte tephrocotis (Swainson, 1832) — Американский горный вьюрок[5]
- Род Pinicola Vieillot, 1808 — Щуры
  - Pinicola enucleator (Linnaeus, 1758) — Обыкновенный щур или просто щур[6]
- Род Procarduelis Blyth, 1843 — Тонкоклювые вьюрки[1]
  - Procarduelis nipalensis (Hodgson, 1836) — Тонкоклювый вьюрок[4]
- Род Pyrrhoplectes Hodgson, 1844 — Золотоголовые вьюрки[1]
  - Pyrrhoplectes epauletta (Hodgson, 1836) — Золотоголовый вьюрок[3]
- Род Pyrrhula Brisson, 1760 — Снегири
  - Pyrrhula aurantiaca Gould, 1858 — Желтоспинный снегирь[7]
  - Pyrrhula erythaca Blyth, 1862 — Сероголовый снегирь[7]
  - Pyrrhula erythrocephala Vigors, 1832 — Красноголовый снегирь[7]
  - Pyrrhula leucogenis Ogilvie-Grant, 1895 — Белощёкий снегирь[7]
  - Pyrrhula murina Godman, 1866 — Азорский снегирь[2]
  - Pyrrhula nipalensis Hodgson, 1836 — Бурый снегирь[7]
  - Pyrrhula pyrrhula (Linnaeus,  1758) — Обыкновенный снегирь[2]
    - Pyrrhula pyrrhula cineracea[8], syn. Pyrrhula cineracea Cabanis, 1872 — Серый снегирь[2] (сейчас считается подвидом обыкновенного снегиря[8])
- Род Rhodopechys Cabanis, 1851 — Краснокрылые чечевичники[1]
  - Rhodopechys alienus[8], syn. Rhodopechys sanguineus alienus Whitaker, 1897 (ранее был подвидом краснокрылого чечевичника[8])
  - Rhodopechys sanguineus (Gould, 1838) — Краснокрылый чечевичник[3]

Ранее к роду горных вьюрков (Leucosticte) относился и горный вьюрок Силлема (Leucosticte sillemi), который в настоящее время относится к роду чечевиц (Carpodacus).